# Néréis
Nereis
Genre
Nereis (les néréis en français) est un genre de vers annélides polychètes errants qui regroupe cent-vingt espèces, pour la plupart marines.
Attention le nom Nereis a changé pour certains genres qui portaient autrefois ce nom (les espèces du genre Alitta par exemple).

## Caractéristiques

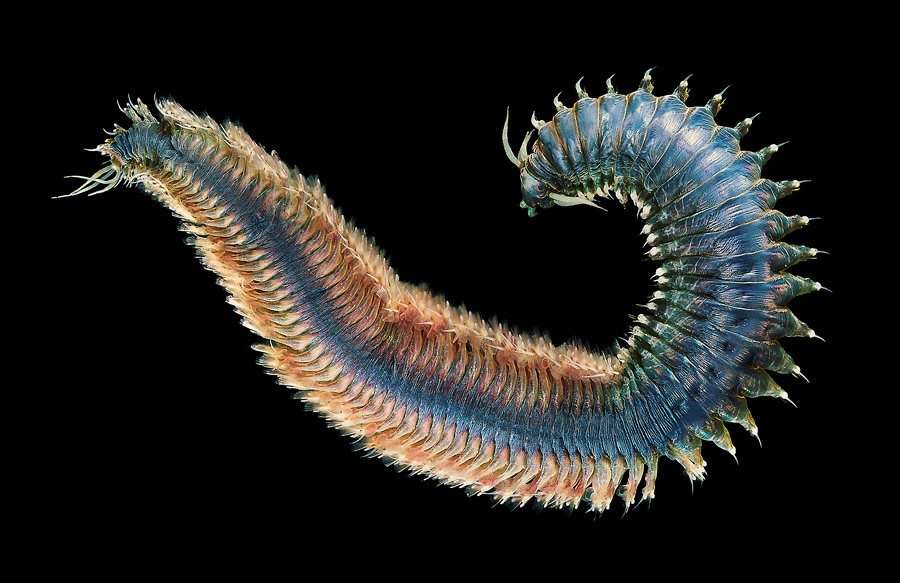
Nereis pelagica.
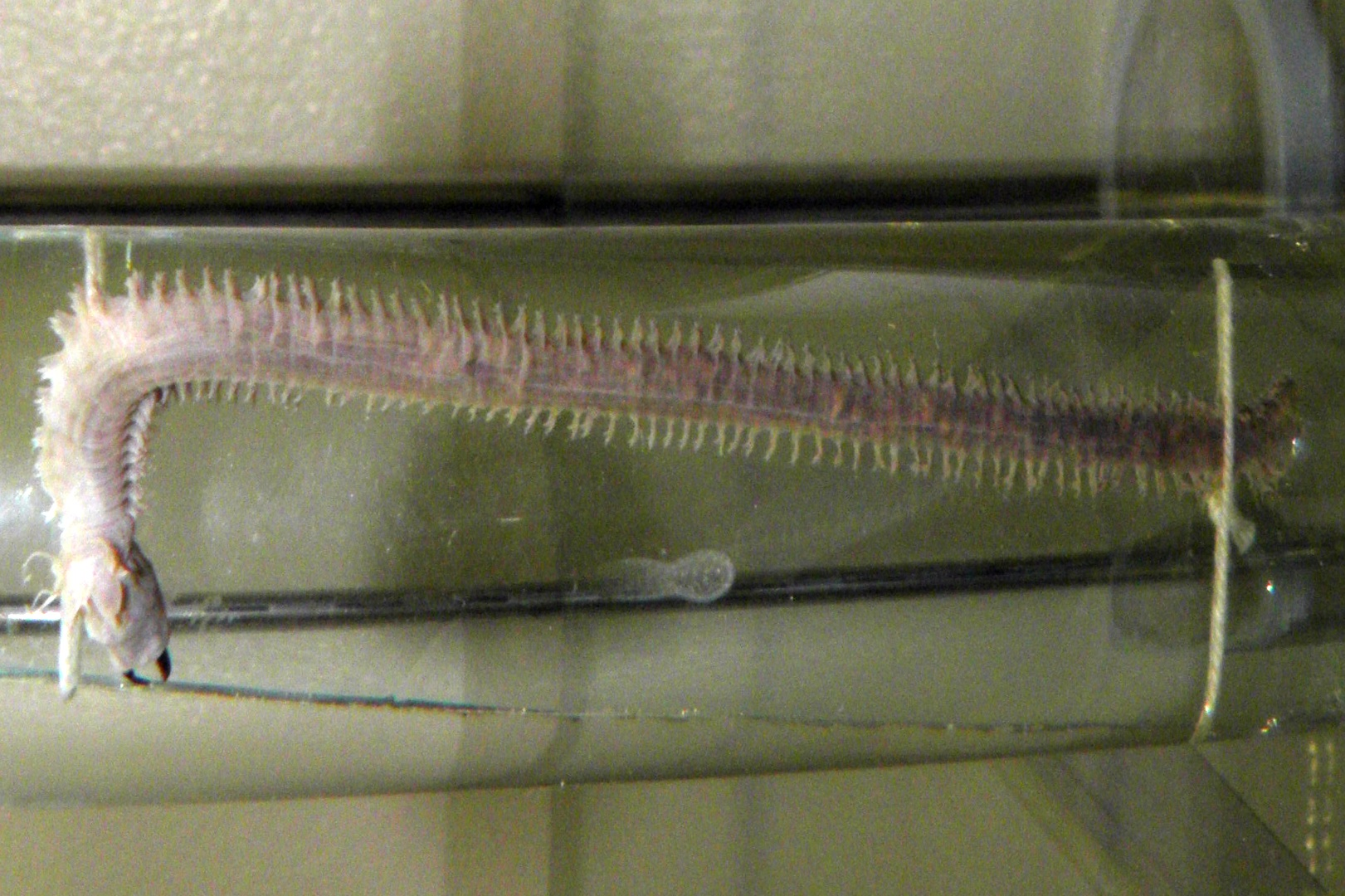
Nereis vexillosa.

Ces vers polychètes sont marins ou estuariens.

Leur reproduction est sexuée.

Ils présentent des capacités importantes de régénération d'organes ou de parties entières de l'organisme.
Ils jouent un rôle important dans la bioturbation, la nitrification/dénitrification et l'oxygénation des sédiments.

## Liste des espèces
Selon ITIS (21 décembre 2013) :
- Nereis abbreviata (Holly, 1935)
- Nereis acuminata
- Nereis agnesiae
- Nereis aibuhitensis (Grube, 1878) - Gravette dure
- Nereis arenaceodonta
- Nereis caecoides
- Nereis corallina (Kinberg, 1866)
- Nereis coutierei
- Nereis diversicolor (Müller, 1776) - Gravette
- Nereis elitoralis (Eliason, 1962)
- Nereis falsa
- Nereis flexuosa
- Nereis gilchristi
- Nereis grayi Pettibone
- Nereis grubei
- Nereis hawaiiensis (Holly, 1935)
- Nereis heteropoda
- Nereis irrorata
- Nereis jacksoni (Kinberg, 1866)
- Nereis lamellosa
- Nereis largoensis (Treadwell, 1931)
- Nereis latescens
- Nereis limnicola (Johnson, 1903)
- Nereis mariae (Holly, 1935)
- Nereis mediator
- Nereis micromma
- Nereis myersi (Holly, 1935)
- Nereis neoneathes
- Nereis nigroaciculata (Holly, 1935)
- Nereis pelagica
- Nereis procera
- Nereis rava
- Nereis riisei Grube
- Nereis surugaense
- Nereis tenuis
- Nereis vexillosa
- Nereis viridis
- Nereis waikikiensis (Holly, 1935)
- Nereis zonata

Selon World Register of Marine Species (21 décembre 2013) :
- sous-genre Nereis (Ceratonereis)
  - Nereis singularis
- sous-genre Nereis (Herfriedia)
  - Nereis waikikiensis Holly, 1935
- sous-genre Nereis (Neanthes) Kinberg, 1866 emend. Hartman, 1940
  - Nereis bioculata Hartmann-Schröder, 1975
  - Nereis deplanata Mohammad, 1971
  - Nereis heteroculata Hartmann-Schröder, 1981
  - Nereis mancorae Berkeley & Berkeley, 1961
  - Nereis micromma Harper, 1979
  - Nereis mossambica Day, 1957
  - Nereis operta (Stimpson, 1856)
- sous-genre Nereis (Neonereis)
  - Nereis hawaiiensis Holly, 1935
  - Nereis nigroaciculata Holly, 1935
- sous-genre Nereis (Nereis) Linnaeus, 1758
  - Nereis brisbanensis Hartmann-Schröder, 1990
  - Nereis ethiopiae Day, 1957
  - Nereis eugeniae (Kinberg, 1866)
  - Nereis gaikwadi Day, 1973
  - Nereis gilchristi Day, 1967
  - Nereis macroaciculata Hartmann-Schröder, 1986
  - Nereis neogracilis Mohammad, 1970
- sous-genre Nereis (Perinereis)
  - Nereis heterodonta (Schmarda, 1861)
- Nereis abbreviata Holly, 1935
- Nereis abyssa Imajima, 2009
- Nereis abyssicola (Horst, 1924)
- Nereis acustris Linnaeus, 1767
- Nereis aegyptia (Savigny in Lamarck, 1818)
- Nereis aestuarensis Knox, 1951
- Nereis albipes Grube, 1873
- Nereis allenae Pettibone, 1956
- Nereis amoyensis (Treadwell, 1936)
- Nereis angelensis Fauchald, 1972
- Nereis angusta (Kinberg, 1866)
- Nereis angusticollis Augener, 1913
- Nereis angusticollis Kinberg, 1866
- Nereis annularis Blainville, 1818
- Nereis anoculis Hartman, 1960
- Nereis anoculopsis Fauchald, 1972
- Nereis anodonta Schmarda, 1861
- Nereis antipoda Knox, 1960
- Nereis apalie Wilson, 1985
- Nereis arenaceodonta
- Nereis arroyensis Treadwell, 1901
- Nereis atlantica McIntosh, 1885
- Nereis augeneri Gravier & Dantan, 1934
- Nereis badiotorquata (Grube, 1878)
- Nereis baliensis (Horst, 1924)
- Nereis baolingi Leon-Gonzalez & Solis-Weiss, 2000
- Nereis batjanensis (Horst, 1924)
- Nereis bifida Hutchings & Turvey, 1982
- Nereis bipartita (Bobretzky, 1868)
- Nereis blainvillei Delle Chiaje, 1828
- Nereis broa Lana & Sovierzovsky, 1987
- Nereis buitendijki (Horst, 1924)
- Nereis caecoides Hartman, 1965
- Nereis caerulea Linnaeus, 1758
- Nereis cagliari Kinberg, 1866
- Nereis calamus Renier, 1804
- Nereis callaona (Grube, 1857)
- Nereis caparti Fauvel, 1953
- Nereis casoae Leon-Gonzalez & Solis-Weiss, 2001
- Nereis castelnaui Quatrefages, 1866
- Nereis caudata
- Nereis caudipunctata (Grube, 1857)
- Nereis caymanensis Fauchald, 1977
- Nereis chlorodes Blanchard in Gay, 1849
- Nereis chrysocephala Pallas, 1788
- Nereis cirrhigera Viviani, 1805
- Nereis cirriseta Hutchings & Turvey, 1982
- Nereis cockburnenesis Augener, 1913
- Nereis cockburnensis Augener, 1913
- Nereis contorta Dalyell, 1853
- Nereis corallina Kinberg, 1866
- Nereis cornuta Quatrefages, 1866
- Nereis costaricaensis Dean, 2001
- Nereis coutieri Gravier, 1900
- Nereis coutieri Gravier, 1899
- Nereis crassa Gmelin in Linnaeus, 1788
- Nereis crocea Renier, 1804
- Nereis cuprea Delle Chiaje, 1822
- Nereis cuprea (Schmarda, 1861)
- Nereis cylindraria
- Nereis dakarensis Fauvel, 1951
- Nereis dayana Sun & Shen in Sun, Wu & Shen, 1978
- Nereis delagica Gmelin in Linnaeus, 1788
- Nereis delicatula Blanchard in Gay, 1849
- Nereis delli Knox, 1960
- Nereis denhamensis Augener, 1913
- Nereis donghaiensis He & Wu, 1988
- Nereis dorsolobata Hartmann-Schröder, 1965
- Nereis edwardsii Delle Chiaje, 1828
- Nereis ehlersiana (Grube, 1878)
- Nereis ehrenbergi Grube, 1868
- Nereis erythraeensis
- Nereis falcaria (Willey, 1905)
- Nereis falsa Quatrefages, 1866
- Nereis fauchaldi Leon-Gonzalez & Diaz-Castaneda, 1998
- Nereis fauveli Gravier & Dantan, 1934
- Nereis filicaudata Fauvel, 1951
- Nereis foliosa Schmarda, 1861
- Nereis fossae Fauchald, 1972
- Nereis frontalis Bosc, 1802
- Nereis fucata (Savigny in Lamarck, 1818)
- Nereis funchalensis (Langerhans, 1880)
- Nereis fusifera Quatrefages, 1866
- Nereis garwoodi Gonzalez-Escalante & Salazar-Vallejo, 2003
- Nereis gayi Blanchard in Gay, 1849
- Nereis ghardaqae Hartmann-Schröder, 1960
- Nereis gigantea Linnaeus, 1767
- Nereis gisserana (Horst, 1924)
- Nereis goajirana Augener, 1933
- Nereis gracilis (Hansen, 1878)
- Nereis granulata Day, 1957
- Nereis gravieri Fauvel, 1900
- Nereis gravieri Fauvel, 1902
- Nereis grayi Pettibone, 1956
- Nereis grubei (Kinberg, 1866)
- Nereis guangdongensis Wu, Sun & Yang, 1981
- Nereis heterocirrata Treadwell, 1931
- Nereis heteromorpha (Horst, 1924)
- Nereis heteropoda Chamisso & Eysenhardt, 1821
- Nereis holochaeta Intes & Le Loeuff, 1975
- Nereis homogompha Rullier, 1972
- Nereis huanghaiensis Wu, Sun & Yang, 1981
- Nereis icosiensis Gravier & Dantan, 1928
- Nereis ignota Quatrefages, 1866
- Nereis imajimai Leon-Gonzalez & Diaz-Castaneda, 1998
- Nereis imbecillis Grube, 1840
- Nereis imperfecta Gravier & Dantan, 1936
- Nereis inflata Leon-Gonzalez & Solis-Weiss, 2001
- Nereis iris Stimpson, 1854
- Nereis izukai Okuda, 1939
- Nereis jacksoni Kinberg, 1866
- Nereis krebsii Grube, 1857
- Nereis lamellosa Ehlers, 1864
- Nereis languida Kinberg, 1866
- Nereis latescens Chamberlin, 1919
- Nereis leuca Chamberlin, 1919
- Nereis ligulata Hilbig, 1992
- Nereis lineata Delle Chiaje, 1827
- Nereis lithothamnica Annenkova, 1938
- Nereis litoralis Leach in Johnston, 1865
- Nereis longilingulis Monro, 1937
- Nereis longior Chlebovitsch & Wu, 1962
- Nereis longisetis McIntosh, 1885
- Nereis macropis Ehlers, 1920
- Nereis maculosa Renier, 1804
- Nereis madreporae
- Nereis margarita Montagu, 1804
- Nereis marginata Grube, 1857
- Nereis mariae Holly, 1935
- Nereis marioni Audouin & Milne Edwards, 1833
- Nereis maroccensis Amoureux, 1976
- Nereis maxillodentata Hutchings & Turvey, 1982
- Nereis mediator Chamberlin, 1918
- Nereis mendocinana Chamberlin, 1919
- Nereis microcera Quatrefages, 1866
- Nereis minima Lamarck, 1801
- Nereis mirabilis Kinberg, 1866
- Nereis mollis Linnaeus, 1761
- Nereis monoceros Dalyell, 1853
- Nereis monroi Reish, 1953
- Nereis moroccensis Amoureux, 1976
- Nereis mortenseni Augener, 1923
- Nereis multignatha Imajima & Hartman, 1964
- Nereis myersi Holly, 1935
- Nereis nancaurica Ehlers, 1904
- Nereis nanciae Day, 1949
- Nereis natans Hartman, 1936
- Nereis neoneanthes Hartman, 1948
- Nereis neozealanica Knox, 1951
- Nereis nichollsi Kott, 1951
- Nereis nigripes Ehlers, 1868
- Nereis noctiluca Linnaeus, 1761
- Nereis nouhuysi Horst, 1918
- Nereis obscura Gravier & Dantan, 1934
- Nereis ockenii Delle Chiaje, 1828
- Nereis octentaculata Montagu, 1804
- Nereis oligohalina (Rioja, 1946)
- Nereis onychophora Horst, 1918
- Nereis otto Delle Chiaje, 1828
- Nereis ovarius Read, 1980
- Nereis panamensis Fauchald, 1977
- Nereis pannosa (Grube, 1857)
- Nereis parabifida Hutchings & Turvey, 1982
- Nereis paucignatha Hartman, 1940
- Nereis paulina Grube, 1868
- Nereis pectinata Dalyell, 1853
- Nereis pelagica Linnaeus, 1758
- Nereis perivisceralis Claparède, 1868
- Nereis peroniensis Kott, 1951
- Nereis persica Fauvel, 1911
- Nereis peruviana Ehlers, 1868
- Nereis phosphorescens Quatrefages, 1866
- Nereis phyllophorus Ross, 1819
- Nereis pinnata Müller, 1776
- Nereis piscesae Blake & Hilbig, 1990
- Nereis posidoniae Hutchings & Rainer, 1979
- Nereis procera Ehlers, 1868
- Nereis profundi Kirkegaard, 1956
- Nereis pseudomoniliformis Santos & Lana, 2003
- Nereis pulsatoria (Savigny, 1822)
- Nereis punctata Dalyell, 1853
- Nereis puncturata Grube, 1857
- Nereis quadricorna Delle Chiaje, 1841
- Nereis quoyii Quatrefages, 1866
- Nereis radiata Viviani in Grube, 1850
- Nereis ranzani Delle Chiaje, 1828
- Nereis rava Ehlers, 1864
- Nereis regia Quatrefages, 1866
- Nereis rigida Grube, 1857
- Nereis riisei Grube, 1857
- Nereis robusta Quatrefages, 1866
- Nereis rufa Pennant, 1812
- Nereis rupta Quatrefages, 1866
- Nereis sandersi Blake, 1985
- Nereis sarsoensis Hartmann-Schröder, 1960
- Nereis schmardae Hartmann-Schröder, 1962
- Nereis scolopendrina Blainville, 1825
- Nereis scolopendroides Hansen, 1882
- Nereis segrex Chamberlin, 1919
- Nereis semperiana (Grube, 1878)
- Nereis serrata Santos & Lana, 2003
- Nereis sertularias
- Nereis sieboldii Grube, 1873
- Nereis sinensis Wu, Sun & Yang, 1981
- Nereis spinigera Hutchings & Turvey, 1982
- Nereis splendida Blainville, 1825
- Nereis splendida Grube, 1840
- Nereis sumbawaensis (Horst, 1924)
- Nereis surugaense Imajima, 1972
- Nereis talehsapensis Fauvel, 1932
- Nereis tenuipalpa Pflugfelder, 1933
- Nereis tenuis Webster & Benedict, 1884
- Nereis tethycola Delle Chiaje, 1831
- Nereis thompsoni (Kott, 1951)
- Nereis thysanota Ehlers, 1920
- Nereis tiedmanni Delle Chiaje, 1841
- Nereis tigrina Zachs, 1933
- Nereis toporoki Khlebovich, 1996
- Nereis torta Fauvel, 1934
- Nereis translucens Quatrefages, 1866
- Nereis triangularis Hutchings & Turvey, 1982
- Nereis tydemani (Horst, 1924)
- Nereis uncia Holly, 1935
- Nereis usticensis Cantone, Catalono & Badalamenti, 2003
- Nereis variegata Renier, 1804
- Nereis veleronis Hartman, 1940
- Nereis ventilabrum Quatrefages, 1866
- Nereis vexillosa Grube, 1851
- Nereis victoriana Augener, 1918
- Nereis villosa Dalyell, 1853
- Nereis vitiensis Grube, 1870
- Nereis willey Day, 1934
- Nereis zhongshaensis Shen & Sun in Sun, Wu & Shen, 1978
- Nereis zonata Malmgren, 1867

## Pour en savoir plus
Le terme « ver » désigne des animaux caractérisés essentiellement par une forme allongée, une certaine mollesse, le corps ne comprenant aucun élément dur, ni extérieur, ni intérieur, en enfin l’absence de pattes ou la présence de pattes très réduites.
Dans le langage courant, on désigne par ver aussi bien des annélides que des plathelminthes (vers plats : douves, ténias) ou némathelminthe (vers arrondis : ascaris, filaires), or ces animaux appartiennent à des embranchements différents.
Le cœlome typique, spacieux chez les polychètes errants, présente des altérations plus ou moins importantes.